# Бертон (село)
Бертон (англ. Burton) – невелике село у 96 осель (станом на березень 2009 року) у графстві Вілтшир, Англія.

## Галерея

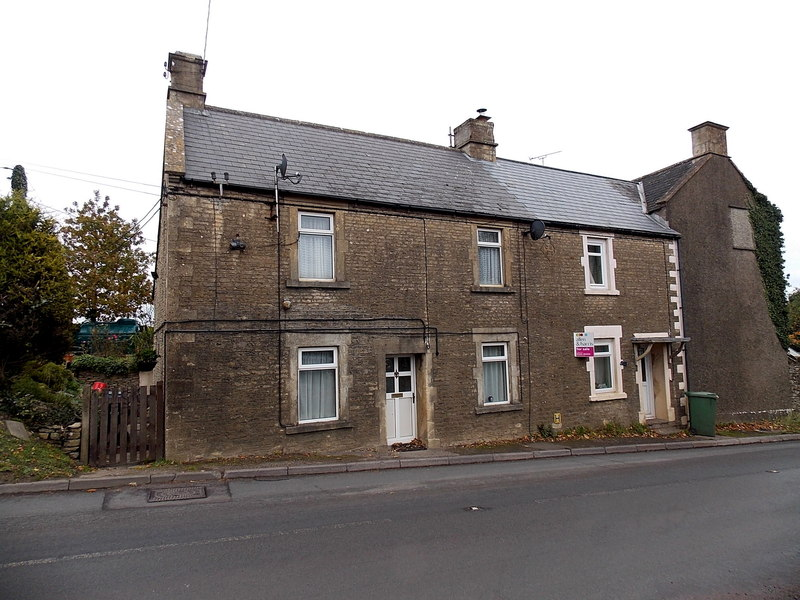
Будинок на схилі пагорба
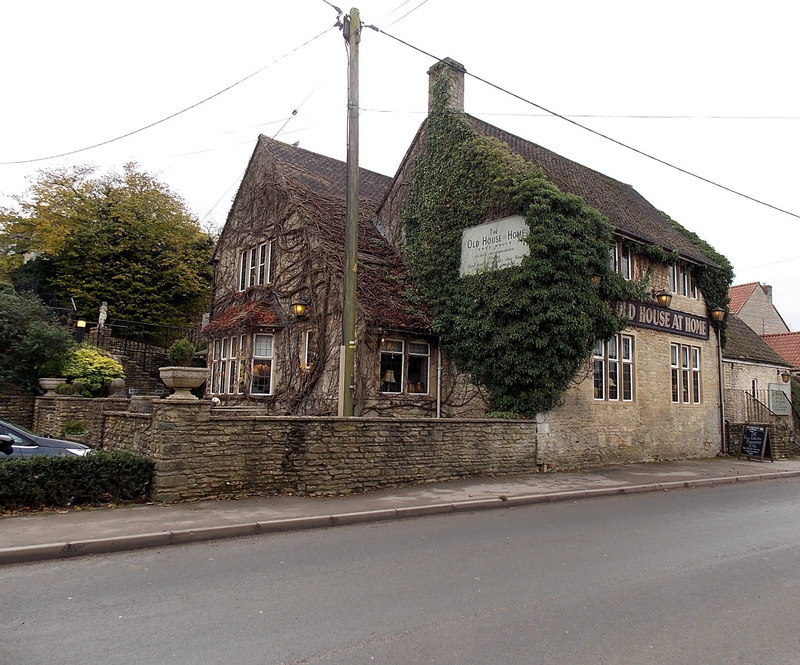
Вкритий плющем готель «The Old House at Home»
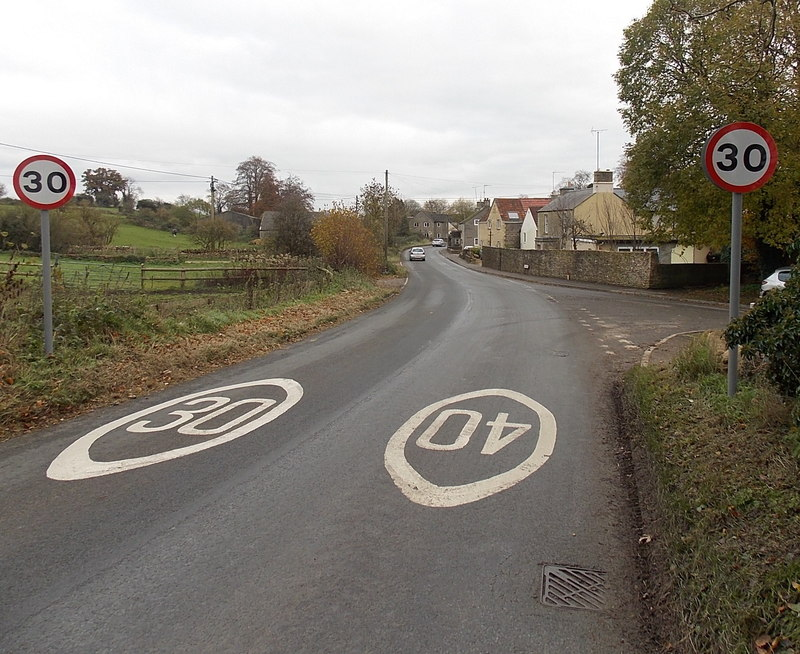
На вулиці села